# Stężyca (gromada w powiecie kartuskim)
Stężyca – dawna gromada, czyli najmniejsza jednostka podziału terytorialnego Polskiej Rzeczypospolitej Ludowej w latach 1954–1972.
Gromady, z gromadzkimi radami narodowymi (GRN) jako organami władzy najniższego stopnia na wsi, funkcjonowały od reformy reorganizującej administrację wiejską przeprowadzonej jesienią 1954 do momentu ich zniesienia z dniem 1 stycznia 1973, tym samym wypierając organizację gminną w latach 1954–1972.
Gromadę Stężyca z siedzibą GRN w Stężycy utworzono – jako jedną z 8759 gromad na obszarze Polski – w powiecie kartuskim w woj. gdańskim na mocy uchwały nr 17/III/54 WRN w Gdańsku z dnia 5 października 1954. W skład jednostki weszły obszary dotychczasowych gromad Stężyca, Niesiołowice i Zgorzałe ze zniesionej gminy Stężyca oraz obszar dotychczasowej gromady Żuromino ze zniesionej gminy Kamienica Szlachecka w tymże powiecie. Dla gromady ustalono 17 członków gromadzkiej rady narodowej.
1 stycznia 1962 do gromady Stężyca włączono miejscowości Gołubie, Pierszczewo, Mostwin, Pierszczewko, Teklowo i Smugi ze zniesionej gromady Gołubie oraz miejscowości Klukowa Huta, Danachowo, Dąbrowa i Nowy Ostrów ze zniesionej gromady Mściszewice w tymże powiecie.
31 lipca 1968 do gromady Stężyca włączono miejscowości Czaple Nowe, Czaple Stare i Czapielski Młyn ze zniesionej gromady Brodnica Górna w tymże powiecie.
Gromada przetrwała do końca 1972 roku, czyli do kolejnej reformy gminnej. 1 stycznia 1973 w powiecie kartuskim w woj. gdańskim reaktywowano zniesioną w 1954 roku gminę Stężyca (od 1999 w woj. pomorskim).